# Ján Tánczos
Ján Tánczos (ur. 20 listopada 1955) – czechosłowacki skoczek narciarski, reprezentant kraju, trener.

## Kariera
Ján Tánczos w latach 1979–1983 występował w konkursach Pucharu Świata, w którym najlepszy sezon miał w sezonie 1979/1980, w którym zajął 45. miejsce w klasyfikacji generalnej, a najlepszy wynik osiągnął 2 marca 1980 roku w norweskim Vikersund, kiedy zajął 3. miejsce w zawodach Tygodni Lotów Narciarskich zaliczanych do Pucharu Świata oraz zdobył Puchar Beskidów.

## Puchar Świata

### Miejsca w klasyfikacji generalnej
| Sezon     | Miejsce |
| --------- | ------- |
| 1979/1980 | 45.     |
| 1982/1983 | 60.     |

### Miejsca na podium w konkursach indywidualnych Pucharu Świata chronologicznie
| Nr | Dzień   | Rok  | Miejscowość | Skocznia        | Punkt K | HS | Skok 1 | Skok 2 | Nota      | Lok. | Strata   | Zwycięzca    |
| -- | ------- | ---- | ----------- | --------------- | ------- | -- | ------ | ------ | --------- | ---- | -------- | ------------ |
| 1. | 2 marca | 1980 | Vikersund   | Vikersundbakken | K-155   | ?  | ?      | ?      | 673,0 pkt | 3.   | 80,0 pkt | Per Bergerud |

### Miejsca w poszczególnych konkursach Pucharu Świata
| Sezon 1979/1980                                                                        |            |                        |           |               |           |           |             |             |             |             |              |              |              |           |           |           |       |       |       |       |         |         |                     |                     |        |        |        |        |        |        |        |        |        |        |        |        |        |        |        |        |        |        |        |
| Cortina d’Ampezzo                                                                      | Oberstdorf | Garmisch-Partenkirchen | Innsbruck | Bischofshofen | Sapporo   | Sapporo   | Thunder Bay | Thunder Bay | Zakopane    | Zakopane    | Saint-Nizier | Saint-Nizier | Sankt Moritz | Gstaad    | Engelberg | Vikersund | Lahti | Lahti | Falun | Oslo  | Planica | Planica | Szczyrbskie Jezioro | Szczyrbskie Jezioro | punkty | punkty | punkty | punkty | punkty | punkty | punkty | punkty | punkty | punkty | punkty | punkty | punkty | punkty | punkty | punkty | punkty | punkty | punkty |
| 61                                                                                     | 51         | 79                     | 57        | 71            | -         | -         | -           | -           | -           | -           | -            | -            | -            | -         | -         | 3         | -     | 15    | -     | -     | -       | -       | 12                  | -                   | 20     | 20     | 20     | 20     | 20     | 20     | 20     | 20     | 20     | 20     | 20     | 20     | 20     | 20     | 20     | 20     | 20     | 20     | 20     |
| Sezon 1982/1983                                                                        |            |                        |           |               |           |           |             |             |             |             |              |              |              |           |           |           |       |       |       |       |         |         |                     |                     |        |        |        |        |        |        |        |        |        |        |        |        |        |        |        |        |        |        |        |
| Cortina d’Ampezzo                                                                      | Oberstdorf | Garmisch-Partenkirchen | Innsbruck | Bischofshofen | Harrachov | Harrachov | Lake Placid | Lake Placid | Thunder Bay | Thunder Bay | Sankt Moritz | Gstaad       | Engelberg    | Vikersund | Vikersund | Vikersund | Falun | Falun | Lahti | Lahti | Baerum  | Oslo    | Planica             | Planica             | punkty | punkty | punkty | punkty | punkty | punkty | punkty | punkty | punkty | punkty | punkty | punkty | punkty | punkty | punkty | punkty | punkty | punkty | punkty |
| 33                                                                                     | 51         | 37                     | 72        | 51            | 13        | 63        | -           | -           | -           | -           | -            | -            | -            | -         | -         | -         | -     | -     | -     | -     | -       | -       | -                   | -                   | 3      | 3      | 3      | 3      | 3      | 3      | 3      | 3      | 3      | 3      | 3      | 3      | 3      | 3      | 3      | 3      | 3      | 3      | 3      |
| Legenda (do sezonu 1992/1993)                                                          |            |                        |           |               |           |           |             |             |             |             |              |              |              |           |           |           |       |       |       |       |         |         |                     |                     |        |        |        |        |        |        |        |        |        |        |        |        |        |        |        |        |        |        |        |
| 1 2 3 4-10 11-15 poniżej 15 - – zawodnik nie wystartował lub zajął miejsce poniżej 15. |            |                        |           |               |           |           |             |             |             |             |              |              |              |           |           |           |       |       |       |       |         |         |                     |                     |        |        |        |        |        |        |        |        |        |        |        |        |        |        |        |        |        |        |        |

## Kariera trenerska
Ján Tánczos po zakończeniu kariery sportowej rozpoczął karierę trenerską. W latach 1989–1993 wspólnie z Ludkiem Maturą był trenerem reprezentacji Czechosłowacji, która pod ich wodzą zdobyła brązowy medal w konkursie drużynowym igrzysk olimpijskich 1992 w Albertville i mistrzostw świata w lotach 1992 w Harrachovie, 2. miejsce (1990) i 3. miejsce (1992) w Pucharze Narodów, a po rozpadzie Czechosłowacji w 1993 roku wraz z Ludkiem Maturą dokończył sezon 1992/1993, trenując wspólną reprezentację Czech i Słowacji, która w konkursie drużynowym zdobyła wicemistrzostwo świata 1993 w szwedzkim Falun, a ich zawodnik – Jaroslav Sakala odnosił indywidualnie sukcesy: 3. miejsce w Turnieju Czterech Skoczni 1992/1993, srebrny i brązowy medal mistrzostw świata 1993, 2. miejsce w klasyfikacji generalnej Pucharu Świata 1992/1993 oraz zdobycie Pucharu Świata w lotach 1992/1993. Po sezonie 1992/1993 został trenerem reprezentacji Słowacji, którą trenował do 2002 roku. Następnie ponownie został trenerem reprezentacji Czech, a w latach 2004–2006 był trenerem juniorskiej reprezentacji Czech, a w sezonie 2011/2012 ponownie był trenerem reprezentacji Słowacji.
Sukcesy podopiecznych Tánczosa w Czechosłowacji w latach 1989–1993 (chronologicznie)
| Medal | Zawodnik       | Zawody                      | Rok  |
| ----- | -------------- | --------------------------- | ---- |
|       | Czechosłowacja | Puchar Narodów              | 1990 |
|       | Czechosłowacja | Igrzyska olimpijskie        | 1992 |
|       | Czechosłowacja | Mistrzostwa świata w lotach | 1992 |
|       | Czechosłowacja | Puchar Narodów              | 1992 |

Sukcesy podopiecznych Tánczosa w Czechach w 1993 roku (chronologicznie)
| Medal | Zawodnik        | Zawody                   | Rok  |
| ----- | --------------- | ------------------------ | ---- |
|       | Jaroslav Sakala | Turniej Czterech Skoczni | 1993 |
|       | Jaroslav Sakala | Mistrzostwa świata       | 1993 |
|       | Jaroslav Sakala | Mistrzostwa świata       | 1993 |
|       | Czechy          | Mistrzostwa świata       | 1993 |
|       | Jaroslav Sakala | Puchar Świata            | 1993 |
|       | Jaroslav Sakala | Puchar Świata w lotach   | 1993 |